# Elizabeth Margaret Chandler
 Elizabeth Margaret Chandler (24 de diciembre de 1807 - 2 de noviembre de 1834) fue una poetisa y escritora estadounidense. Fue la primera escritora de los Estados Unidos cuyas obras abordaron la abolición de la esclavitud como tema principal.

## Primeros años y educación
Chandler nació en Centre, Delaware, en la víspera de Navidad de 1807, hija de Thomas Chandler (1773–1817) y Margaret Evans (1778–1808). Tenía dos hermanos mayores, William Guest Chandler (1804–1873) y Thomas Chandler (1806–?). La familia era miembro de la Sociedad Religiosa de los Amigos (también llamados cuáqueros), y llevaban el estilo de vida estricto, ordenado y disciplinado típico de las familias cuáqueras. 
Los padres de Chandler fallecieron antes del noveno cumpleaños de la niña, por lo que ella y sus hermanos fueron acogidos por su abuela, Elizabeth Guest Evans (1744–1827), y debieron mudarse a Filadelfia, Pensilvania. Chandler asistió a una escuela cuáquera de la ciudad y adoptó la posición antiesclavista de los cuáqueros. Poco después, comenzó a escribir poemas. Abandonó la escuela a los doce o trece años, pero continuó escribiendo y leyendo lo que estuviera a su alcance.

## Carrera literaria
A los dieciséis años de edad, Elizabeth Chandler publicó una serie de poemas románticos sobre la naturaleza. En 1825, cuando tenía dieciocho años, escribió un poema titulado "The Slave-Ship" ("El barco de esclavos"), que atrajo atención a nivel nacional. Benjamin Lundy, un reconocido abolicionista y editor, invitó a Chandler a escribir para su periódico, Genius of Universal Emancipation, tras leer el poema; la joven escribiría y editaría la sección del periódico dedicada a las mujeres. Chandler utilizó su columna para exigir un mejor tratamiento hacia los nativos americanos y la inmediata emancipación de los esclavos. En poco tiempo, se convirtió en una de las escritoras más poderosas de su época. A menudo, utilizaba trágicos ejemplos de esclavas mujeres siendo separadas de sus hijos y de sus esposos para lograr que sus lectoras se sintieran identificadas con la situación. Pese a que muchos de sus contemporáneos pensaban que las mujeres no tenían el poder de abolir la esclavitud, Chandler consideraba que las mujeres, al ser madres, se encontraban en una posición única, ya que eran capaces de "moldear las mentes de aquellos que en el futuro serían los gobernantes de su país". 

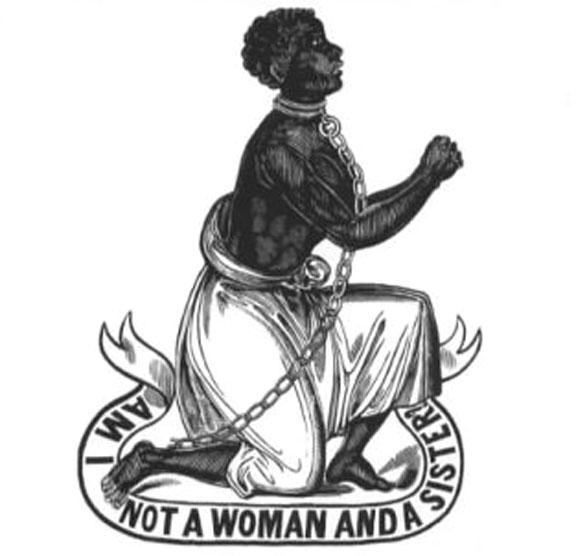
Un medallón similar al que popularizó Chandler.

No es sencillo determinar cuán amplia fue la influencia de Chandler sobre el público en general. Sin embargo, varios de sus artículos fueron copiados y circularon en los periódicos más populares de la época. También introdujo una de las imágenes abolicionistas más famosas, la de la esclava arrodillada con el eslogan "Am I not a Woman and a Sister" ("¿Acaso no soy una mujer y una hermana?"), creada a partir del sello de la Sociedad para la Abolición del Comercio Esclavo, de Gran Bretaña. Dos años más tarde, William Lloyd Garrison, editor del periódico The Liberator y líder del movimiento abolicionista, adoptó el símbolo y el eslogan para el departamento femenino del periódico, una de las publicaciones abolicionistas más prominentes del momento.

### Mudanza a Michigan
En 1830, Elizabeth Margaret Chandler se mudó a Míchigan junto con su tía y a su hermano Thomas. Adquirieron unas tierras cerca de Tecumseh, Condado de Lenawee, unas sesenta millas al sudoeste de Detroit, para establecer una granja. Llamaron al lugar "Hazlebank". 
Chandler formó parte de los debates nacionales sobre el abolicionismo mediante sus artículos y sus poemas sobre el abolicionismo. En Míchigan, continuó a cargo de la edición del Abolitionist Journal de Benjamin Lundy.
En Filadelfia, Chandler había sido miembro de la Sociedad Femenina Antiesclavista, aunque no era muy activa. En 1832, una vez en Míchigan, estableció la Sociedad Femenina Antiesclavista de Logan con su amiga y vecina Laura Smith Haviland. Al respecto, escribió:

Pese a lo terrible que es la esclavitud en nuestro país en cuanto a su magnitud y a los crímenes que conlleva, yo no me desespero: la apatía debe disiparse, y la oposición acabar; la causa justa debe triunfar, o nuestro país quedará arruinado.

La Sociedad Femenina Antiesclavista de Logan fue uno de los principales nodos del Ferrocarril Subterráneo con destino a Canadá.

## Fallecimiento
Chandler falleció de "fiebre remitente" el 2 de noviembre de 1834, poco antes de su vigésimo séptimo cumpleaños. Fue sepultada cerca de la granja familiar, en Hazlebank. Su amigo Benjamin Lundy compiló los artículos, poemas y cartas de Chandler y los publicó en dos libros, y todo lo recaudado por la venta de dichos libros fue donado a la causa por la abolición de la esclavitud.

## Lectura complementaria
- Marcia J. Heringa Mason, editora. Remember the Distance That Divides Us: The Family Letters of Philadelphia Quaker abolitionist and Michigan pioneer Elizabeth Margaret Chandler, 1830–1842. Michigan State University Press, julio de 2004. ISBN 978-0-87013-713-6